# Restio singularis
Restio singularis är en gräsväxtart som beskrevs av Esterh. Restio singularis ingår i släktet Restio och familjen Restionaceae. Inga underarter finns listade i Catalogue of Life.